# Маккормик, Энн
Энн О'Хара Маккормик (англ. Anne O'Hare McCormick; 16 мая 1880, Уэйкфилд, Уэст-Йоркшир, Великобритания — 29 мая 1954, Нью-Йорк, Нью-Йорк) — американская журналистка английского происхождения. Иностранный корреспондент газеты The New York Times (NYT). Первая женщина-член редакционной коллегии NYT. Первая женщина-лауреат Пулитцеровской премии в журналистике.

## Ранний период жизни
Родилась 16 мая 1880 года в Уэйкфилде, Уэст-Йоркшир, Англия, в семье Томаса и Терезы Беатрисы. Семья переехала в США после рождения Энн, самой старшей из трёх сестёр. Они жили сначала в Массачусетсе, а позже переехали в Колумбус, Огайо, где Энн выросла и отучилась. Её отец столкнулся с финансовыми проблемами и бросил семью. Мать работала в магазине сухих товаров и продавала свою книгу Songs at Twilight. В 1898 году Энн окончила Академию Святой Марии в Колумбусе. Вместе с матерью работала в еженедельнике Catholic Universe Bulletin.

## Карьера
В 1921 году Маккормик написала письмо Карру Ван Анде, управляющему редактору газеты The New York Times (NYT), и спросила, может ли она присылать ему корреспонденцию из-за границы. NYT приняла предложение и опубликовала много статей Маккормик, в том числе её аналитические материалы о развитии итальянского фашизма и увеличении влияния Бенито Муссолини. В 1922 году Маккормик стала постоянным корреспондентом NYT. В 1936 году Маккормик стала первой женщиной-членом редакционной коллегии NYT. В 1937 году Маккормик стала первой женщиной, получившей Пулитцеровскую премию в журналистике.